# Поборчий Олександр Павлович
Олександр Павлович Поборчий (жовтень 1908, місто Єнакієве, тепер Донецької області — 24 квітня 1984, місто Київ) — український радянський діяч, заслужений будівельник УРСР, Герой Соціалістичної Праці (9.08.1958). Депутат Верховної Ради УРСР 2—5-го скликань. Член ЦК КПУ в 1949—1956 р.

## Біографія
Народився в родині службовця. У 1920–1923 роках навчався у школі фабрично-заводського навчання в Луганськ. Трудову діяльність розпочав слюсарем на заводі «Машчормет» у місті Маріуполі. У 1922 році вступив до комсомолу.
Член ВКП(б) з 1928 року.
Закінчив Маріупольську радянську партійну школу і три курси Всеукраїнського заочного інституту технічної освіти в Харкові.
З 1932 року працював майстром, виконробом, старшим виконробом, начальником тресту «Домнабуд» («Мартенбуд») Народного комісаріату чорної металургії СРСР у місті Маріуполі Донецької області.
У 1938–1941 роках — начальник будівництва мартенівського цеху на заводі «Азовсталь», керуючий тресту «Азовстальбуд» Сталінської області. У червні 1941 року був уповноваженим Наркомату будівництва СРСР по евакуації Криворізького металургійного заводу на Урал. Працював у тресті «Тагілбуд» (Нижній Тагіл) на посаді заступника головного інженера. З вересня 1943 року очолив відновлення металургійного заводу «Азовсталь», працював керуючим тресту «Азовстальбуд» у місті Маріуполі.
З 1947 року — керуючий тресту «Запоріжбуд». До серпня 1956 року — керуючий тресту «Криворіжбуд».
У серпні 1956 — травні 1957 року — заступник міністра будівництва підприємств металургійної і хімічної промисловості Української РСР.
З 1957 року очолював комбінат «Кривбасбуд» Дніпропетровського раднаргоспу та управління Головдонбаспроммонтаж. До лютого 1964 року — 1-й заступник начальника Головного управління по будівництву в Придніпровському економічному району («Головпридніпровбуду»). У лютому 1964 — березні 1967 року працював начальником Головпридніпровбуду.

Могила Олександра Поборчого

У березні 1967–1976 роках — заступник міністра будівництва підприємств важкої індустрії Української РСР.
На XVI, XVII і XVIII з'їздах КПУ обирався членом ЦК КПУ. Обирався депутатом Верховної Ради УРСР 2—5 скликань (1947–1963 роки).
З 1976 року — пенсіонер союзного значення. Похований в Києві на Байковому кладовищі.

## Нагороди
Герой Соціалістичної Праці (9.08.1958). Нагороджений двома орденами Леніна  (17.01.1950; 9.08.1958), п'ятьма орденами Трудового Червоного Прапора (7.06.1947, 23.01.1948, 25.05.1953, 11.08.1966, 25.08.1971), орденом «Знак Пошани» (9.01.1943), медалями, Почесною грамотою Президії Верховної Ради Української РСР (18.10.1968). Заслужений будівельник Української РСР (7.08.1965).